# أدوبي
شركة أدوبي (بالإنجليزية: .Adobe Inc)‏، المعروفة سابقًا باسم شركة أنظمة أدوبي (بالإنجليزية: .Adobe Systems Inc)‏، هي شركة لإنتاج برامج الغرافيكس والانيميشن المتطورة أسسها تشارلز غيشكي وجون ورنوك وكان ذلك في عام 1982 في سان خوسيه في الولايات المتحدة واتخذوا Adobe اسم لشركتهم والرئيس التنفيذي لها حاليا بروس شيزين وبلغ دخل شركة ادوبي في عام 2005 مليار وتسعمائة وست وتسعين مليون دولار أمريكي وعدد موظفيها 5200 موظف 40% منهم في سان خوسية وشركة ادوبي لها فروع رئيسية وفرعية موزعة في كل من الولايات المتحدة والهند وكندا وألمانيا. وفي عام 1986 دخلت شركة ادوبي في سوق ناسداك كاحد المحركين في سوق الأسهم الأمريكية.
في ديسمبر من عام 2005 ضمت شركة ادوبي شركة مايكروميديا أحد أكبر منافسيها وبهذا الدمج أصبحت ادوبي مسئولة عن برامجها وعن برامج مايكروميديا من حيث التسويق والتطوير واهتمت شركات الدعاية والإعلان وأيضا قنوات التلفزة بمنتوجات شركة ادوبي كونها إضافة مهمة لهم في مجال التحريروالنشر المكتبي والطباعة والتصميم. في منتصف الثمانينات أنتجت ادوبي أحد أهم منتجاتها وهو برنامج Adobe Illustrator الذي يقوم بإنشاء الرسوم الخطية المتجهة المعروفة بالفكتور والتي لاتتاثر عند التكبير أو التصغير بخلاف الرسوم النقطية وكان هذا البرنامج يعمل على ابل ماكنتوش فقط.
بعد ذلك أنتجت شركة ادوبي برنامج معالجة وتعديل الصور الشهير Adobe Photoshop أحد أهم برامجها على الإطلاق وكان ذلك عام 1989. أنتجت ادوبي العديد من البرامج المتميزة وفي منتصف التسعينات أنتجت ادوبي برنامج Adobe Acrobat والذي يقوم بإنشاء ملفات PDF الشهيرة وهذه التقنية اوجدت وساهمت في انتشار الوثائق والكتب والتقارير الإلكترونية وأصبحت دور النشر تفكر جديا في تحويل كتبها من ورقية إلى كتب إلكترونية ذات نسق PDF والفضل في ذلك يرجع إلى شركة ادوبي التي اوجدت هذه التقنية الفريدة.

## تاريخ
انطلقت شركة أدوبي في مرأب جون ورنوك. يرجع اسم الشركة، أدوبي، إلى مجرى أدوبي المائي في لُس آلتُس بكلفورنيا، والذي يعبر خلف بيت ورنوك. يعود أصل كلمة «Adobe» (أَدُوبِي) إلى كلمة «الطوب» العربية، ومعناها نوع من الطين يُستعمل في البناء. سبب هذه التسمية هو توفر هذا المجرى المائي على هذا النوع من الطين. كما أن إطلاق هذا الاسم على الشركة يلمّح للوظيفة الإبداعية التي تميّز برمجيات الشركة، بنفس الطريقة التي يُستعمل بها الطين في سَبْكِ الطوب، والطوب في تشييد البناء.
في عام 1982، حاول ستيف جوبز شراء الشركة بثمن 5 ملايين دولار، لكن ورنوك وكشكي رفضا.

## المنتجات
Graphic design software
أدوبي فوتوشوب، Adobe Pagemaker، أدوبي فوتوشوب لايت رووم، أدوبي إنديزاين، أدوبي إنكوبي، أدوبي إيمج ريدي، أدوبي إليستريتور، أدوبي فريهاند، أدوبي صانع الإطار، أدوبي فايروركس، أدوبي أكروبات، أدوبي XD
Web design programs
Adobe Muse، أدوبي جو لايف، Adobe Flash Builder، أدوبي فلاش، Adobe Edge، أدوبي دريمويفر، أدوبي كونتريبيوت
Video editing, animation, and visual effects
أدوبي ألترا، Adobe Spark Video، أدوبي بريمير برو، أدوبي بروميير إليمنت، أدوبي بريلود، أدوبي إنكور، أدوبي ديركتر، أدوبي أنيميت، أدوبي أفتر إفكتس، أدوبي كاركتر أنيميتور
Audio editing software
أدوبي ساوندبوث، أدوبي أوديشن
eLearning software
Adobe Captivate Prime (LMS platform), Adobe Captivate، Adobe Presenter Video Express and Adobe Connect (also a webconferencing platform)
Digital Marketing Management Software
Adobe Marketing Cloud، Adobe Experience Manager (AEM 6.2), XML Documentation add-on (for AEM), ميكسامو
Server software
كولدفيوشن، Adobe Content Server and Adobe LiveCycle Enterprise Suite ‏، Adobe BlazeDS
Formats
نسق المستندات المنقولة (PDF), PDF's predecessor بوست سكريبت، أكشن سكربت, Shockwave Flash (إس دبليو إف), فلاش فيديو (FLV), and Filmstrip (.flm)
Web-hosted services
Adobe Color, أدوبي فوتوشوب، Acrobat.com, and ادوبي سبارك
3D and AR
ادوبي ايرو, Dimension, Mixamo, Substance by Adobe
AI
Adobe firefly

## وصلات خارجية
- الموقع الرسمي
- الموقع الرسمي